# 15739 Matsukuma
15739 Matsukuma è un asteroide della fascia principale. Scoperto nel 1991, presenta un'orbita caratterizzata da un semiasse maggiore pari a 2,5147877 UA e da un'eccentricità di 0,0811411, inclinata di 8,03728° rispetto all'eclittica.